# آرثر أندروز (لاعب كريكت)
آرثر أندروز (26 أغسطس 1856 - 26 فبراير 1943) (بالإنجليزية: Arthur Andrews)‏ هو لاعب كريكت بريطاني (وحمل سابقاً جنسية المملكة المتحدة لبريطانيا العظمى وأيرلندا). لعب مع نادي مقاطعة هامبشاير للكريكت ‏.

## وصلات خارجية
- آرثر أندروز على موقع إي آس بي آن كريك إنفو (الإنجليزية)